# Christoph Delphicus von Dohna
Christoph Delphicus, Burggraf und Graf von Dohna-Carwinden (* 4. Juni 1628 in Delft; † 21. Mai 1668 in London) war ein schwedischer General und Diplomat. Er begründete die schwedische Linie derer von Dohna.

## Herkunft
Seine Eltern waren Christoph von Dohna und die Gräfin Ursula von Solms-Braunfels (* 24. November 1594 in Braunfels; † 18. August 1657 in Turnhout). Seine Brüder Friedrich von Dohna (1621–1688) und Christian Albrecht von Dohna wurden auch Offiziere. Seine Cousine war die Kurfürstin Luise Henriette von Brandenburg.

## Leben
Christoph Delphicus von Dohna trat in schwedische Dienste und wurde 1651 Oberkammerherr der Königin Christina, 1653 Oberst der Leibgarde, 1654 Generalmajor der Infanterie und Oberst der Ritter und Lehnspferde im Herzogtum Bremen, 1658 Vizegouverneur von Bremen und Verden, 1659 General der Infanterie, kommandierte 1666 das schwedische Lager vor Bremen, wurde Feldmarschall, ging 1667 als außerordentlicher Botschafter zum Friedenskongress nach Breda, unterzeichnete im Haag am 23. Januar 1668 die bekannte Tripel-Allianz (siehe Devolutionskrieg) und starb am 21. Mai 1668 in London. Er wurde zunächst in der Storkyrkan in Stockholm begraben, bevor er 1674 in den Dom zu Uppsala umgebettet wurde. Das Grabmal stammt vermutlich von Pieter Verbruggen.

## Familie
Von Dohna heiratete 1658 die Gräfin Anna Oxenstierna (1620–1691), die Tochter des Reichsschatzmeisters Gabriel Bengtsson Oxenstierna. Das Paar hatte folgende Kinder:
- Friedrich Christoph (* 7. Januar 1664; † 20. Juli 1727), preußischer und schwedischer Generalleutnant und Diplomat

⚭ Genf 15. März 1685 Louise Antoinette von Dohna (* 1. Oktober 1660; † 16. Januar 1716), Tochter von Friedrich von Dohna
⚭ 1717 Eleonore Elisabeth Gräfin Oxenstierna von Croneborg (*  19. Januar 1674; † 22. Juni 1736)
- Charlotte Eleonore (* 23. Juni 1660; † 25. November 1735) ⚭ Stockholm 25. Januar 1693 Gustav Mauritz Lewenhaupt Graf von Raseborg-Falkenstein (* 11. Oktober 1651; † 5. März 1700)
- Amalie Luise (* 20. Juli 1661; † 2. April 1724) ⚭ Neukloster 29. Juli 1684 Alexander zu Dohna-Schlobitten (1661–1728)